# Lijst van nummer 1-hits in de Nederlandse Single Top 100 in 2024
Deze hits stonden in 2024 op nummer 1 in de Single Top 100.
| Nummer | Datum        | Artiest                                                            | Titel            |
| ------ | ------------ | ------------------------------------------------------------------ | ---------------- |
| 875    | 6 januari    | Noah Kahan                                                         | Stick Season     |
|        | 13 januari   | Noah Kahan                                                         | Stick Season     |
|        | 20 januari   | Noah Kahan                                                         | Stick Season     |
|        | 27 januari   | Noah Kahan                                                         | Stick Season     |
|        | 3 februari   | Noah Kahan                                                         | Stick Season     |
| 876    | 10 februari  | Jonna Fraser                                                       | Tuesday          |
| 875    | 17 februari  | Noah Kahan                                                         | Stick Season     |
|        | 24 februari  | Noah Kahan                                                         | Stick Season     |
| 877    | 2 maart      | Beyoncé                                                            | Texas Hold 'Em   |
| 878    | 9 maart      | Joost                                                              | Europapa         |
|        | 16 maart     | Joost                                                              | Europapa         |
|        | 23 maart     | Joost                                                              | Europapa         |
|        | 30 maart     | Joost                                                              | Europapa         |
|        | 6 april      | Joost                                                              | Europapa         |
| 879    | 13 april     | Roxy Dekker                                                        | Sugardaddy       |
|        | 20 april     | Roxy Dekker                                                        | Sugardaddy       |
|        | 27 april     | Roxy Dekker                                                        | Sugardaddy       |
|        | 4 mei        | Roxy Dekker                                                        | Sugardaddy       |
|        | 11 mei       | Roxy Dekker                                                        | Sugardaddy       |
| 878    | 18 mei       | Joost                                                              | Europapa         |
|        | 25 mei       | Joost                                                              | Europapa         |
| 879    | 1 juni       | Roxy Dekker                                                        | Sugardaddy       |
|        | 8 juni       | Roxy Dekker                                                        | Sugardaddy       |
| 880    | 15 juni      | Bankzitters & Roxy Dekker                                          | Huisfeestje      |
|        | 22 juni      | Bankzitters & Roxy Dekker                                          | Huisfeestje      |
|        | 29 juni      | Bankzitters & Roxy Dekker                                          | Huisfeestje      |
|        | 6 juli       | Bankzitters & Roxy Dekker                                          | Huisfeestje      |
| 881    | 13 juli      | Yves Berendse                                                      | Terug in de tijd |
| 882    | 20 juli      | Roxy Dekker feat. Ronnie Flex                                      | Gaan we weg?     |
|        | 27 juli      | Roxy Dekker feat. Ronnie Flex                                      | Gaan we weg?     |
|        | 3 augustus   | Roxy Dekker feat. Ronnie Flex                                      | Gaan we weg?     |
|        | 10 augustus  | Roxy Dekker feat. Ronnie Flex                                      | Gaan we weg?     |
| 881    | 17 augustus  | Yves Berendse                                                      | Terug in de tijd |
|        | 24 augustus  | Yves Berendse                                                      | Terug in de tijd |
|        | 31 augustus  | Yves Berendse                                                      | Terug in de tijd |
|        | 7 september  | Yves Berendse                                                      | Terug in de tijd |
|        | 14 september | Yves Berendse                                                      | Terug in de tijd |
| 883    | 21 september | Lady Gaga & Bruno Mars                                             | Die with a Smile |
| 884    | 28 september | Roxy Dekker                                                        | Industry Plant   |
| 883    | 5 oktober    | Lady Gaga & Bruno Mars                                             | Die with a Smile |
| 885    | 12 oktober   | J-Fiz x Ksix feat. Veertien (remix met JayKoppig, Dior en Hekje31) | Vaag (remix)     |
|        | 19 oktober   | J-Fiz x Ksix feat. Veertien (remix met JayKoppig, Dior en Hekje31) | Vaag (remix)     |
| 883    | 26 oktober   | Lady Gaga & Bruno Mars                                             | Die with a Smile |
| 886    | 2 november   | Noano feat. Ronnie Flex                                            | Damage           |
|        | 9 november   | Noano feat. Ronnie Flex                                            | Damage           |
|        | 16 november  | Noano feat. Ronnie Flex                                            | Damage           |
|        | 23 november  | Noano feat. Ronnie Flex                                            | Damage           |
| 887    | 30 november  | Gracie Abrams                                                      | That's So True   |
|        | 7 december   | Gracie Abrams                                                      | That's So True   |
| 888    | 14 december  | Wham!                                                              | Last Christmas   |
|        | 21 december  | Wham!                                                              | Last Christmas   |
|        | 28 december  | Wham!                                                              | Last Christmas   |

Lijsten van nummer 1-hits in de Nederlandse Top 40

1965 ·
1966 ·
1967 ·
1968 ·
1969 ·
1970 ·
1971 ·
1972 ·
1973 ·
1974 ·
1975 ·
1976 ·
1977 ·
1978 ·
1979 ·
1980 ·
1981 ·
1982 ·
1983 ·
1984 ·
1985 ·
1986 ·
1987 ·
1988 ·
1989 ·
1990 ·
1991 ·
1992 ·
1993 ·
1994 ·
1995 ·
1996 ·
1997 ·
1998 ·
1999 ·
2000 ·
2001 ·
2002 ·
2003 ·
2004 ·
2005 ·
2006 ·
2007 ·
2008 ·
2009 ·
2010 ·
2011 ·
2012 ·
2013 ·
2014 ·
2015 ·
2016 ·
2017 ·
2018 ·
2019 ·
2020 ·
2021 ·
2022 ·
2023 ·
2024 ·
2025

Lijsten van nummer 1-hits in de Nederlandse Single Top 100

1969 ·
1970 ·
1971 ·
1972 ·
1973 ·
1974 ·
1975 ·
1976 ·
1977 ·
1978 ·
1979 ·
1980 ·
1981 ·
1982 ·
1983 ·
1984 ·
1985 ·
1986 ·
1987 ·
1988 ·
1989 ·
1990 ·
1991 ·
1992 ·
1993 ·
1994 ·
1995 ·
1996 ·
1997 ·
1998 ·
1999 ·
2000 ·
2001 ·
2002 ·
2003 ·
2004 ·
2005 ·
2006 ·
2007 ·
2008 ·
2009 ·
2010 ·
2011 ·
2012 ·
2013 ·
2014 ·
2015 ·
2016 ·
2017 ·
2018 ·
2019 ·
2020 ·
2021 ·
2022 ·
2023 ·
2024 ·
2025

Lijsten van nummer 1-hits in de 538 Top 50

2019 ·
2020 ·
2021 ·
2022 ·
2023 ·
2024 ·
2025
- Nederland (Top 40)
- Nederland (Single Top 100)
- Nederland (538 Top 50)
- Nederland (Verrukkelijke 15)
- Nederland (Graadmeter)
- Vlaanderen (Radio 2 Top 30)
- Vlaanderen (Ultratop 50)
- Vlaanderen (Top 30 van Ultratop)